# Phyllonorycter strigulatella
Phyllonorycter strigulatella là một loài bướm đêm thuộc họ Gracillariidae. Nó được tìm thấy ở hầu hết châu Âu, ngoại trừ Ireland, bán đảo Iberia và Hy Lạp.
Sải cánh dài 7–9 mm. Có hai lứa trưởng thành vào tháng 5 và cuối tháng 7 và một lần nữa vào tháng 8.
Ấu trùng ăn Alnus incana và Alnus minor. Chúng ăn lá nơi chúng làm tổ.